# Yagoua
Yagoua ist eine Stadt in der Region Extrême-Nord, die die nördliche Spitze Kameruns bildet. Sie liegt am Fluss Logone und an der Grenze zum Tschad. Yagoua ist Hauptstadt des Départements Mayo-Danay und hat 41.957 Einwohner (Schätzung 2012).

## Geschichte
Zur deutschen Kolonialzeit in Kamerun wurde der Ort Jagua geschrieben, gehörte zur Residentur Deutsche Tschadseeländer und hatte einen Militärposten, der zur 3. Kompanie der deutschen Schutztruppe in Mora gehörte. 

## Verkehr
Yagoua liegt an der Fernstraße N12 und hat einen zivilen Flughafen.

## Bevölkerung
Die Bevölkerungsentwicklung der Stadt:
| Jahr             | Einwohner |
| ---------------- | --------- |
| 1976 (Zensus)    | 14.506    |
| 1987 (Zensus)    | 28.414    |
| 2005 (Zensus)    | 37.867    |
| 2012 (Schätzung) | 41.957    |

## Religion
Yagoua ist Sitz des Bistums Yagoua.

## Hydrologie

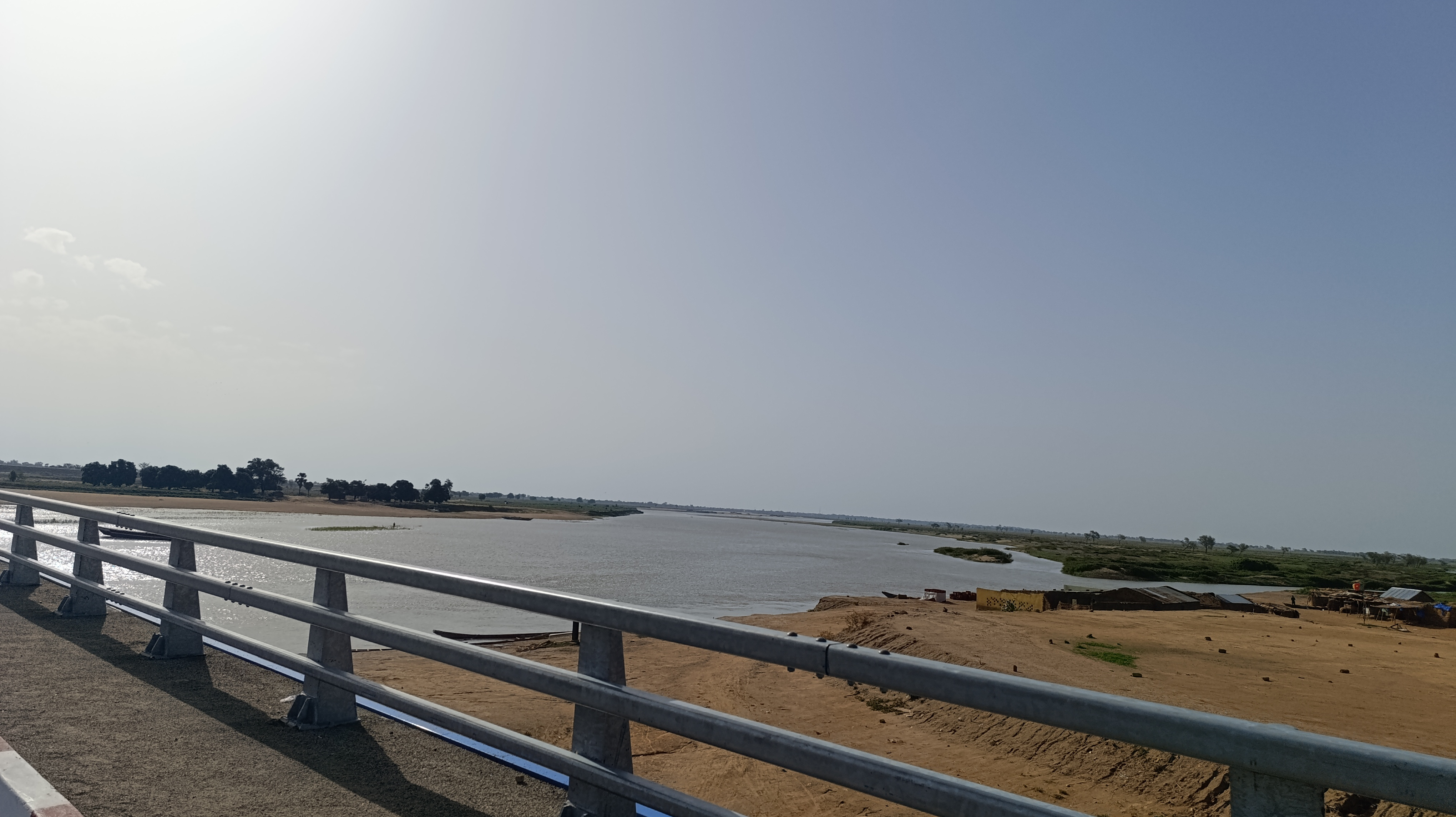
Die Brücke zwischen Bongor und Yagoua mit dem Blick nach Süden. Der rechte Rand entspricht in etwa der Stelle des ehemaligen Abflusses des Mega-Tschadsees

Yagoua siedelt in einem hydrologisch interessanten Gebiet. Hier verschwimmt in der Toupouri-Niederung die Wasserscheide zwischen dem Logone und dem Mayo Kébbi, und somit zwischen dem Tschadsee und dem Niger. Hier wird der ehemalige Abfluss des Mega-Tschadsee angesiedelt.

## Fotos

Massa Case
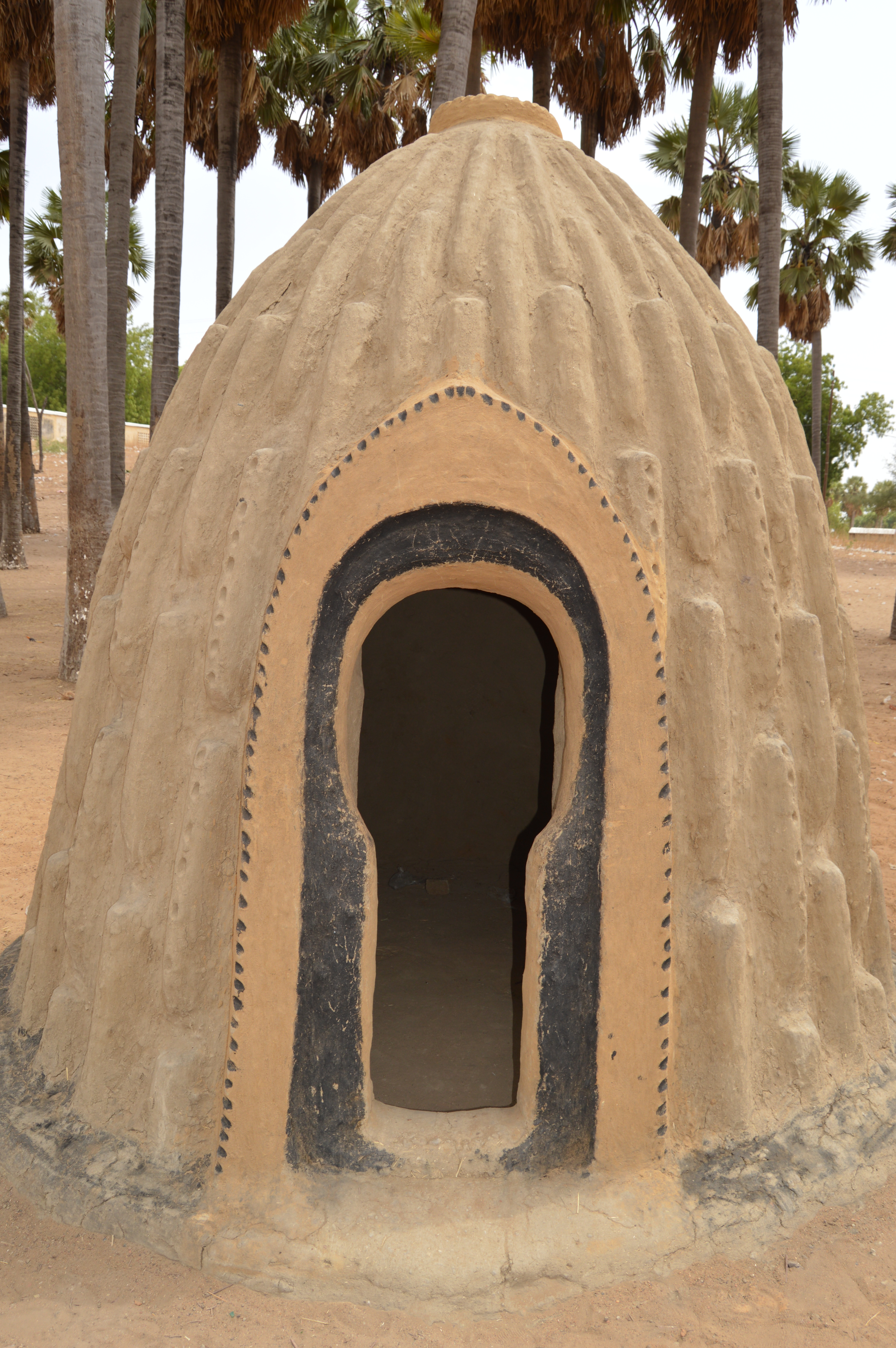
Case Shell gebaut während Tokna Massana
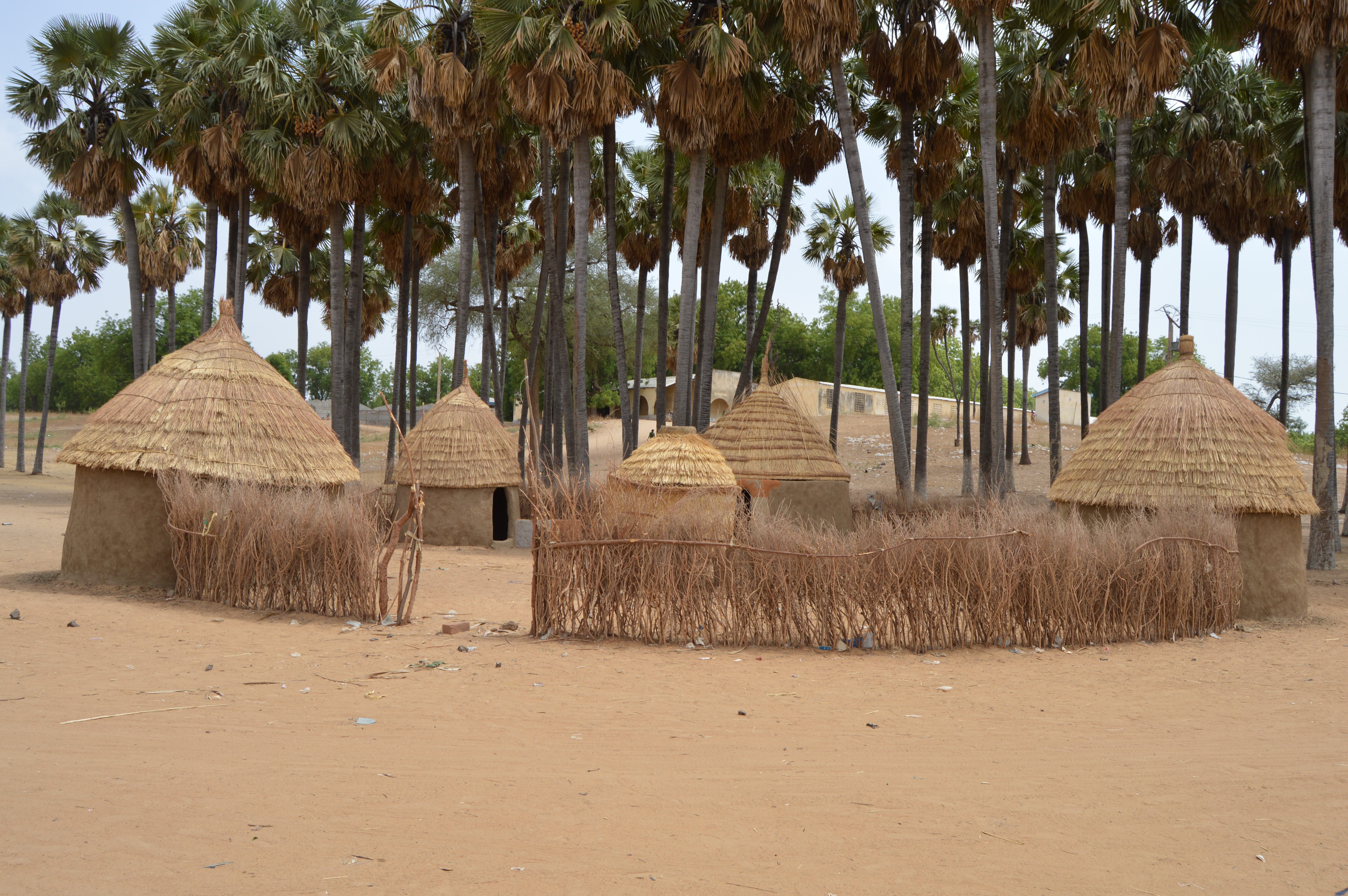
Massa Dorf
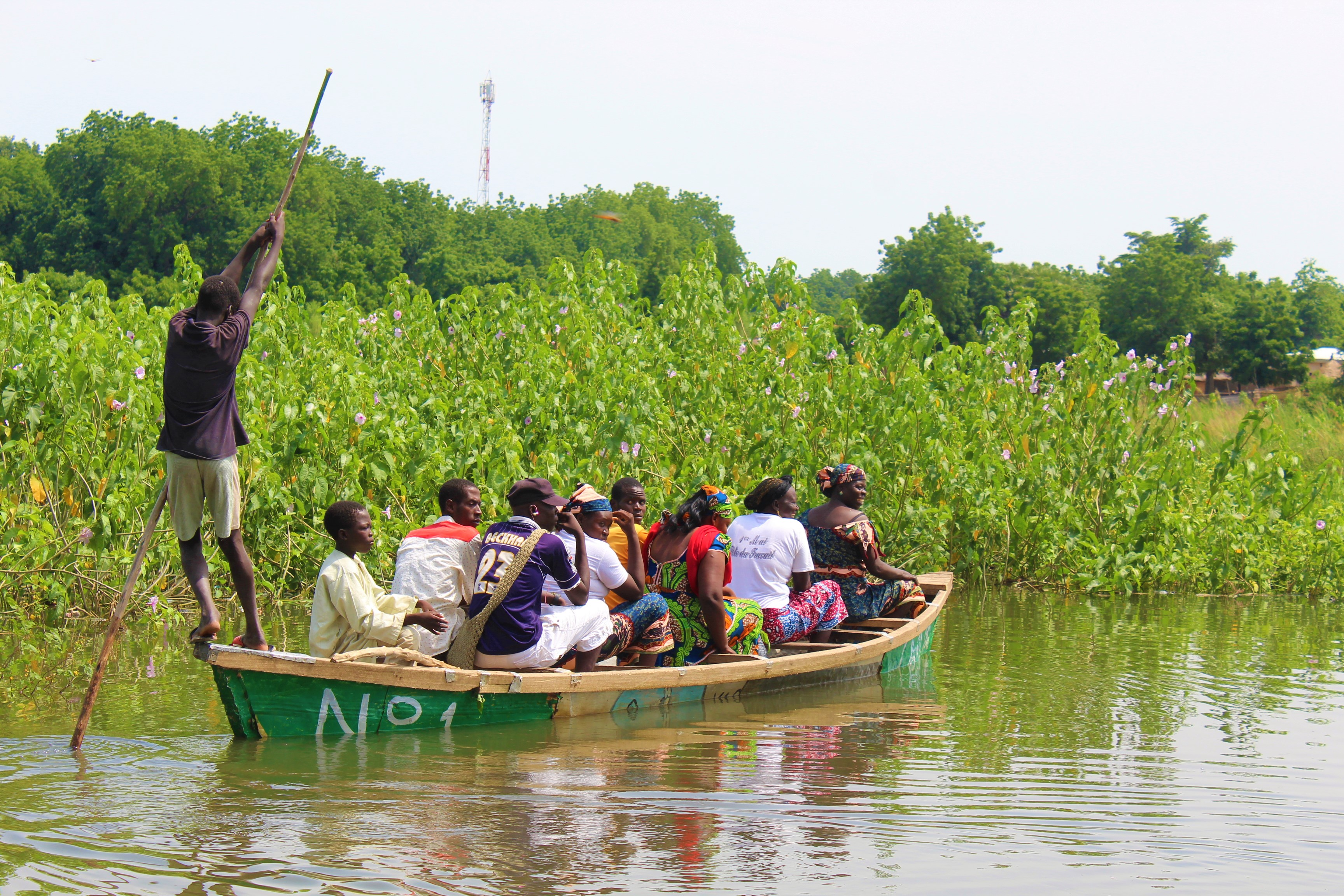
Paddler in Yagoua